# 스쿼드 (미국 연방의회)
스쿼드(The Squad)는 다음의 제116회~제117회 미국 연방의회 하원의원 4명을 가리키는 별칭이다. 소말리아 난민 출신이자 첫 무슬림 여성 하원의원 일한 오마 (미네소타주), 최연소 여성 하원의원이자 히스패닉계 미국인인 알렉산드리아 오카시오코르테스 (뉴욕주), 매사추세츠주 첫 흑인 여성 하원의원 아이아나 프레슬리 (매사추세츠주), 팔레스타인 난민 2세 출신 러시다 털리브 (미시건 주). 이들은 모두 진보 성향의 유색인종 재선 여성의원이라는 공통점이 있다. 2018년 중간선거에 동시에 당선되어 결성되었으며, 2020년 선거에서 모두 재선되었다.

## 구성원
- 일한 오마
- 알렉산드리아 오카시오코르테스
- 러시다 털리브
- 아이아나 프레슬리

## 형성
오카시오코르테스 의원이 인스타그램에 단체사진을 올릴 때 썼던 단어인 ‘스쿼드’가 그룹명으로 굳어졌다. 폴리티코에 따르면, “이들의 공동정책 성명은 여느 위원장들의 성명보다도 더 많이 뉴스에 보도된다”. 2019년 2월 하원 의회에서 국경장벽 예산안에 대한 잠정 합의가 이뤄졌을 때, 이들은 이민세관집행국 (ICE) 예산 증액에 반대하는 공동성명을 내기도 했다.

## 2019년
2019년 1월 알렉산드리아 오카시오코르테스의원의 부유세 인상 주장, 2월 일한 오마르 의원의 이스라엘계 로비단체 비판 등이 민주당의 토론 지형을 더욱 급진적 진보주의 쪽으로 이동시키고 있다는 평가를 받고 있다.
2019년 6월 낸시 펠로시 연방의회 하원 의장이 공화당과 협상하여 확정한 민주당의 당론을 따르지 않는 4인 의원을 비판한 것, 그리고 2019년 7월 도널드 트럼프 미 대통령이 4인 의원에게 인종차별적 발언을 한 것이 역설적으로 이들이 주목을 받는 계기가 되었다. 트럼프는 "그들이 하는 건 불평뿐"이며, "미국에서 행복하지 않으면 떠나면 된다. 원래 나라로 돌아가라"고 트위터를 통해 발언했다.
트럼프 대통령의 발언에 대해, 4인 의원은 합동 기자회견을 열어 공식적으로 항의했다. 이후 미 연방 하원이 도널드 트럼프 대통령의 인종차별 발언을 규탄하며 "새로운 미국인과 유색인들에 대한 공포와 증오를 합법화하고 고조시키는 트럼프 대통령의 인종차별적 발언을 강력히 비난한다"는 내용의 결의안을 본회의 투표에 부쳐 찬성 240표, 반대 187표로 통과시켰다. 민주당 소속 하원의원은 235인 전원이 찬성, 공화당 소속 197명중 187명이 반대 표를 던졌다. 이는 1912년 하원 의회가 윌리엄 하워드 태프트 대통령이 상원 선거에 개입한 것을 규탄하는 결의안을 채택한 이후 107년 만에 채택된 규탄 결의안이다.
트럼프 대통령의 해당 발언은 다른 국가 정상들의 비판을 불러일으켰다. 2019년 7월, 테리사 메이 영국 총리는 트럼프 대통령의 발언을 "전적으로 받아들일 수 없다"고 발언했다. 저신다 아던 뉴질랜드 총리는 "완전히, 순전히 트럼프 대통령에 반대한다"고 밝혔다. 앙겔라 메르켈 독일 총리는 "나는 (트럼프 대통령의 공격과) 확실히 거리를 두고 있으며, (인종차별 발언의 대상이 된) 여성들에게 연대의식을 갖고 있다"는 입장을 표했다.

## 같이 보기
- 미국 하원